# Brucutu (histórias em quadrinhos)
Brucutu (Alley Oop no original) é uma tira de jornal criada em 5 de dezembro de 1932 pelo cartunista americano V. T. Hamlin, que escreveu e desenhou a história por quatro décadas para o Newspaper Enterprise Association. Hamlin introduziu um elenco de personagens e suas histórias divertidas com uma combinação de aventura, fantasia e humor. Alley Oop, o personagem-título da tira, era um cidadão robusto no reino pré-histórico de Moo. Ele monta em seu dinossauro de estimação Dinny, carrega um martelo de guerra de pedra e usava apenas uma tanga de pele. Ele prefere lutar contra dinossauros na selva do que lidar com seus compatriotas na capital de Moo e na única cidade das cavernas. Apesar desses cenários exóticos, as histórias eram muitas vezes sátiras da vida suburbana americana.

## Histórico
O desenhista V. T. Hamlin criou a personagem após ter trabalhado numa campanha publicitária para uma companhia de petróleo texana, ocasião em que teve conhecimento sobre fósseis e a vida primitiva da humanidade. O nome original foi baseado no grito de incentivo dado por ginastas e trapezistas, em francês, allez oup, que pode ser traduzido livremente como Vamos lá.
As tiras de Brucutu foram publicadas por seu criador, desde 1932, por cerca de 40 anos, nos jornais norte-americanos. Inicialmente, as tiras eram diárias, editadas de 5 de dezembro de 1932 a 3 de janeiro de 1933, quando a editora fechou. Mas neste mesmo ano, a 7 de agosto, voltou a ser distribuída para vários jornais, pela NEA (Newspaper Enterprise Association). Alley Oop (Brucutu), era ainda o título das tiras.
A partir de 9 de setembro de 1934 as tiras passaram a ocupar toda uma página das edições dominicais dos jornais que a distribuíam. Durante a II Guerra Mundial este espaço foi reduzido, por conta da economia de papel, para um terço da página.
Em 1971, quando Hamlin aposentou-se, seu assistente Dave Graue assumiu a publicação. Sua última história apareceu a 1 de abril de 1973, um domingo. Graue escreveu e desenhou a tira nas décadas de 1970 e 1980, até Jack Bender assumir o cargo de ilustrador, a partir de 31 de dezembro de 1991. De seu estúdio na Carolina do Norte Graue continuou produzindo a escrevendo a tira, até sua própria aposentadoria, em agosto de 2001. Ele morreu pouco depois, em 10 de dezembro deste ano, num acidente em que seu carro chocou-se contra um caminhão. As tiras de Brucutu, entretanto, sobreviveram a seus autores, sendo ainda publicadas por Carole Bender (roteiro) e seu esposo, Jack Bender (ilustrador). Em janeiro de 2019, o roteirista Joey Alison Sayers e o desenhista Jonathan Lemon assumiram a tira.
No auge, o Alley Oop era publicado por 800 jornais. Hoje, aparece em mais de 600 jornais. A tira e os álbuns eram populares no México (sob o nome Trucutú) e no Brasil (Brucutu). Em 1995, Alley Oop foi uma das 20 tiras exibidas na série Comic Strip Classics de selos postais comemorativos dos Estados Unidos.
A página de domingo do Alley Oop teve vários toppers diferentes ao longo de sua veiculação, incluindo: Dinny's Family Album (9 de setembro de 1934 - 7 de fevereiro de 1937), Foozy's Limericks (21 de fevereiro a 16 de maio de 1937), Prehistoric Cut-Outs in Modern Dress (23 de maio a 12 de setembro de 1937), Fragmentos (19 de setembro de 1937 a 26 de março de 1939), Scientists Say  (abril - 2 de julho de 1939), Odds 'n' Ends (9 de julho de 1939 - 21 de abril) , 1940), Story of a Dinosaur Egg (28 de abril a 25 de agosto de 1940) e Foozy's Foolosophies (1940 - 12 de dezembro de 1943).

## Enredo e personagens
Brucutu é um forte habitante do reino pré-histórico de Mu (no original, Moo) e vivia com seu dinossauro de estimação, Dinny. Carregava sempre um martelo de pedra e vestia apenas um calção de pele, e preferia lutar contra os ferozes dinossauros da selva do que conviver com seus compatriotas na capital de Mu.
Apesar do ambiente pré-histórico, o alvo das tiras era a sátira da vida suburbana estadunidense. As primeiras histórias eram centradas nas aventuras de Brucutu e seu amigo troglodita, Foozy e a namorada Ulla (Ooola, no original), o Rei de Mu Gus (no original Guzzle) e a Rainha Umpateedle e cidadãos diversos. Brucutu e seus camaradas viviam tendo eventuais escaramuças com os habitantes do reino rival de Lem, governado pelo Rei Tunk. (Os nomes Mu e Lem são possivelmente referências aos lendários continentes de Mu e Lemúria).
Para incrementar o enredo, Hamlin introduziu na história, em 5 de abril de 1939, um dispositivo até então incomum - uma máquina do tempo, inventada no século XX pelo cientista dr. Elbert Wonmug (que seria, então, uma paródia com o nome de Albert Einstein, numa versão americana do sobrenome: Ein Stein, para One mug). Vindo para o século XX, Brucutu tornou-se um piloto de testes para o Dr. Wonmug, embarcando por viagens através de vários períodos da História, como o Antigo Egipto, a Inglaterra Arturiana ou o Velho Oeste. Brucutu acompanhou Cleópatra, Rei Artur e Ulisses em suas aventuras e até chegou a viajar para a lua. Nos desenhos mais recentes foram acrescentados um assistente, que por vezes agia como herói, noutras como vilão, chamado G. Oscar Boom; depois uma nova assistente juntou-se, chamada Ava.

## Documentário
Em 2005 o quadrinista Max Allan Collins realizou o documentário intitulado "Caveman: V.T. Hamlin & Alley Oop", retratando o criador do personagem, com apoio da Universidade de Iowa.